# Pavel Dațiuk
Pavel Dațiuk (n. 20 iulie 1978, Sverdlovsk, RSFS Rusă, URSS) este un jucător de hochei pe gheață ce a reprezentat Rusia, medaliat olimpic. A participat la 5 ediții ale Jocurilor Olimpice (2002, 2006, 2010, 2014, 2018) în care a câștigat o medalie de aur și o medalie de bronz.